# 佐々木重人
佐々木 重人（ささき しげと、1955年1月 - ）は、日本の会計学者。専門は会計史。学位は、博士（経営学）（神戸大学）。専修大学学長。元日本会計史学会会長。

## 人物・経歴
東京都杉並区生まれ。1970年に町田市に転居し、地元の高等学校を卒業後、1年間の大学受験浪人生活を経て、父の勧めで、1974年専修大学商学部会計学科に入学。
1978年専修大学商学部会計学科卒業。1980年専修大学大学院商学研究科商学専攻修士課程修了、商学修士。1981年専修大学商学部助手。1983年専修大学大学院商学研究科会計学専攻博士後期課程単位取得退学。
1985年専修大学商学部専任講師。1988年専修大学商学部助教授。1995年専修大学商学部教授。1998年日本会計研究学会Accounting Forum編集委員、日本パチョーリ協会幹事。
2002年財務省税関研修所講師。2010年学校法人専修大学評議員。2011年税理士試験試験委員、神戸大学より博士（経営学）の学位を取得。
2013年専修大学商学部長、学校法人専修大学理事、日本会計史学会会長。2016年専修大学長、日本会計史学会理事。担当は会計史で、『近代イギリス鉄道会計史』により日本会計史学会学会賞受賞。

## 著書
- 『近代イギリス鉄道会計史 : ロンドン・ノースウェスタン鉄道会社を中心に』国元書房 2010年